# Lepidodexia flavopilosa
Lepidodexia flavopilosa är en tvåvingeart som först beskrevs av Guilherme A.M.Lopes 1951.  Lepidodexia flavopilosa ingår i släktet Lepidodexia och familjen köttflugor. Inga underarter finns listade i Catalogue of Life.